# Cementerio católico de Pangaltı
El Cementerio católico de Pangaltı (en turco: Pangaltı Fransız Latin Katolik Mezarlığı), También conocido como «Cementerio Católico latino de Feriköy», es un histórico cementerio cristiano en Estambul, Turquía. Es el mayor cementerio católico de Estambul. El espacio está en el barrio de Feriköy en el distrito de Sisli de Estambul, a casi 3 km (1,9 millas) al norte de la plaza de Taksim. El principal cementerio protestante de la ciudad; el cementerio protestante de Feriköy también en Estambul se encuentra al otro lado del cementerio católico. Los dos cementerios vecinos están divididos por una calle, la avenida Abide-i Hürriyet.